# Mrs Arthur Robert Waddell
'Mrs Arthur Robert Waddell' est un cultivar de rosier obtenu en 1908 et mis au commerce en 1909 par le rosiériste lyonnais Joseph Pernet-Ducher.

## Description
Il s'agit d'un buisson au feuillage brillant et au port érigé mesurant 120 cm de hauteur, aux aiguillons rougeâtres. Il présente de grandes fleurs globuleuses rose pâle aux reflets orangés, dont le revers des pétales est plus foncé. Elles sont semi-doubles à doubles (9-16 pétales). Elles exhalent un léger parfum de pêche et d'abricot. 
Sa floraison est remontante.
Le rosier 'Mrs Arthur Robert Waddell' a besoin d'une situation ensoleillée pour s'épanouir pleinement. Sa zone de rusticité est de 6b à 9b ; il résiste donc bien au froid. 
Cette variété doit son nom à l'épouse d'un chirurgien britannique de la Royal Navy.

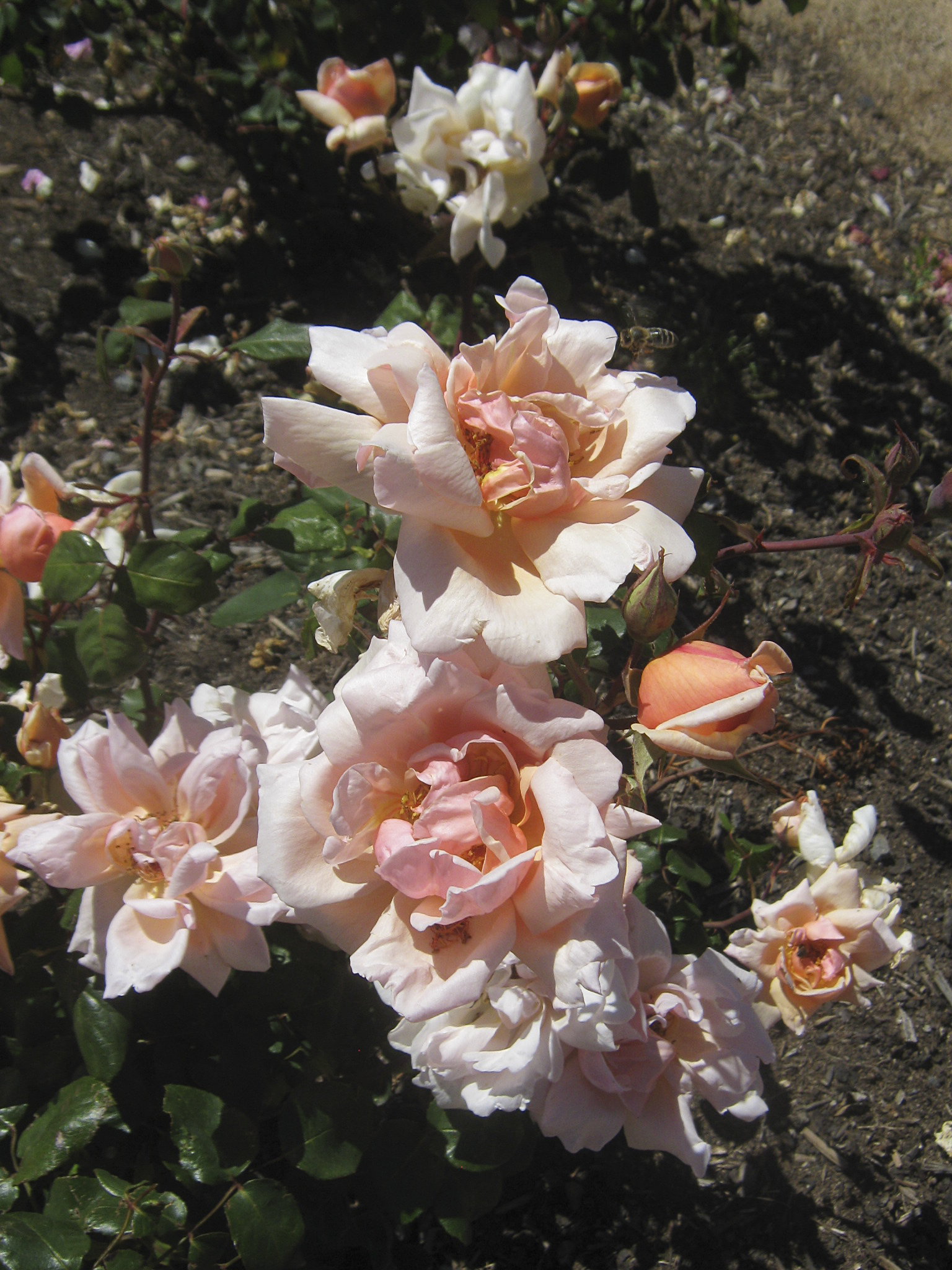
Buisson de fleurs en Australie.

## Descendance
Par croisement avec Rosa wichuraiana, ce rosier a donné naissance à 'Albertine' (Barbier, 1921).